# Dendrobium papilio
Dendrobium papilio är en orkidéart som beskrevs av August Loher. Dendrobium papilio ingår i släktet Dendrobium, och familjen orkidéer.
Artens utbredningsområde är Filippinerna. Inga underarter finns listade i Catalogue of Life.